# NFAM1
NFAM1 (англ. NFAT activating protein with ITAM motif 1) – білок, який кодується однойменним геном, розташованим у людей на довгому плечі 22-ї хромосоми. Довжина поліпептидного ланцюга білка становить 270 амінокислот, а молекулярна маса — 29 686.
| 10         |  | 20         |  | 30         |  | 40         |  | 50         |
| ---------- |  | ---------- |  | ---------- |  | ---------- |  | ---------- |
| MENQPVRWRA |  | LPGLPRPPGL |  | PAAPWLLLGV |  | LLLPGTLRLA |  | GGQSVTHTGL |
| PIMASLANTA |  | ISFSCRITYP |  | YTPQFKVFTV |  | SYFHEDLQGQ |  | RSPKKPTNCH |
| PGLGTENQSH |  | TLDCQVTLVL |  | PGASATGTYY |  | CSVHWPHSTV |  | RGSGTFILVR |
| DAGYREPPQS |  | PQKLLLFGFT |  | GLLSVLSVVG |  | TALLLWNKKR |  | MRGPGKDPTR |
| KCPDPRSASS |  | PKQHPSESVY |  | TALQRRETEV |  | YACIENEDGS |  | SPTAKQSPLS |
| QERPHRFEDD |  | GELNLVYENL |  |            |  |            |  |            |

A: Аланін

C: Цистеїн

D: Аспарагінова кислота

E: Глутамінова кислота

F: Фенілаланін

G: Гліцин

H: Гістидин

I: Ізолейцин

K: Лізин

L: Лейцин

M: Метіонін

N: Аспарагін

P: Пролін

Q: Глутамін

R: Аргінін

S: Серин

T: Треонін

V: Валін

W: Триптофан

Кодований геном білок за функцією належить до фосфопротеїнів. 
Локалізований у клітинній мембрані, мембрані.